# Точки расставлены
«Точки расставлены» — четвёртый студийный альбом певицы Ёлки. Цифровой релиз альбома, изданного под лейблом Velvet Music, состоялся 18 ноября 2011 года на Яндекс Музыке. Выпуск расширенной CD-версии альбома, с тремя бонус-треками, состоялся 8 декабря 2011 года. Диск записывался в течение 2010—2011 годов с различными авторами, в число которых вошли Егор Солодовников, Виктория Которова, Александр Сахаров и другие. «Точки расставлены» стал первым альбомом певицы, записанным после прекращения сотрудничества с её бывшим продюсером Владом Валовым и над ним с певицей работали Алёна Михайлова и Лиана Меладзе. Благодаря сотрудничеству, к работе были привлечены лучшие аранжировщики и продюсеры, в числе которых были Константин Меладзе, Евгений Ступка, Сергей Курицын и другие.
«Точки расставлены» получил положительные отзывы от музыкальных критиков, которые назвали его в числе лучших альбомов 2011 года. Отмечались хороший выбор песен и работа аранжировщиков и продюсеров. Борис Барабанов в газете «Коммерсантъ» писал о том, что Ёлка смогла полностью раскрыться как вокалистка, «сделав это на молодом и свежем песенном материале». Алексей Мажаев из InterMedia, как и некоторые другие критики, поставил альбому высшую оценку, назвав его претензией на «всесоюзное господство». В журнале TimeOut пластинку внесли в редакционный список «25 главных альбомов 2011-го».
Альбом был поддержан такими успешными синглами, как «Прованс», «На большом воздушном шаре» и «Около тебя». Для альбома также был записан дуэт с Павлом Волей, на песню «Мальчик». На данную композицию, а также на песни «Бросай» и «Цепи-ленты» были сняты видеоклипы, презентованные на YouTube. В день релиза певица дала большой сольный концерт в московском клубе Arena Moscow, где представила новый альбом. Дебютировавшая на 21 позиции в российском чарте альбомов «2М. Россия Топ-25», пластинка возглавила чарт 2 февраля 2012 года. «Точки расставлены» занял третье место в итоговом годовом чарте продаж альбомов в России за 2012 год.
На премии Муз-ТВ 2012 года Ёлка получила четыре номинации: «Лучшая исполнительница», «Лучший альбом» («Точки расставлены»), «Лучшая песня» («Около тебя») и «Лучший дуэт» («Мальчик»).

## Предыстория
После релиза третьего студийного альбома в творчестве Ёлки стали происходить перемены. Алексей Мажаев в InterMedia отмечал, что певица зашла в тупик, но «ставить крест» на ней ещё рано. Журналист советовал ей расширить круг авторов и потренироваться в интонировании («для этого подходят шедевры мировой эстрады и рока разных лет»). Денис Ступников в KM.ru писал, что артистка вняла этому совету и в 2009 году на рок-трибьюте Аллы Пугачёвой она исполнила балладу «Ты на свете есть», а через год закончился её контракт с продюсером Владом Валовым. После Ёлка стала работать с Лианой Меладзе и Алёной Михайловой из Velvet Music, а в 2010 году стала судьёй на украинском шоу «Х-фактор». По словам артистки, к переменам в жизни её подтолкнуло интервью, которое она дала Алле Пугачёвой за год до появления песни «Прованс»:

За год до «Прованса» меня пригласила к себе на передачу радио «Алла» сама Пугачева. И разговор с ней, наряду с несколькими другими важными разговорами, меня здорово простимулировал. Мы с Аллой Борисовной очень душевно поговорили! Я ушла с таким впечатлением! Я говорила ей, что у меня своя маленькая ниша, и мне не надо большего. Она спрашивает — а если я захочу прийти к тебе на концерт, куда ты меня пригласишь? Или захочу в гости приехать, куда ты меня позовешь? И меня это задело.— Ёлка
20 сентября певица выпустила новый сингл «Прованс», написанный молодым украинским автором Егором Солодовниковым. В начале 2011 года песня стала большим хитом. Новый альбом певица описывала, как отражающий её внутреннее состояние. «Любой артист, даже с минимальными творческими амбициями, хочет, чтобы его слушали и слышали. К 29 годам я осознала, что быть поп-певицей — это не то что не позорно, а очень даже круто», — рассказывала Ёлка в интервью «Звукам. Ру».

## Запись альбома
Первой записанной для альбома песней был «Прованс». Над композицией, написанной Егором Солодовниковым, в качестве аранжировщиков работали Сергей Грачов, Павел Гавронов и Константин Меладзе. Позже Ёлка продолжила работать с Солодовниковым и записала его песню «На большом воздушном шаре». Певица назвала композицию самой легкомысленной в альбоме и добавила, что в ней она «стебётся над собой и над всем остальным». На примере успеха двух первых песен артистка поняла, что публике не хватает развлекательной музыки: «На примере „Шара“ и „Прованса“ стало понятно, что людям не хватает светлой музыки, под которую бы они отдыхали. Светлой, хипповой и ироничной музыки. „Воздушный шар“ я записывала как максимальный стёб над собой и шлягерами советского диско», — говорила певица. В сентябре 2011 года певица записала ещё три песни Егора Солодовникова («Ездить по правилам», «Я в печали» и «Около тебя»). Работа велась на студии Troy Zvukozapys. Руководителем студии является Евгений Ступка, один из привлечённых для работы музыкантов. Евгения считают одним из самых лучших продюсеров на Украине; ранее он работал с Земфирой, группой «Океан Эльзы», Михеем, группами «Ундервуд», «Мультфильмы». Также на студии работал Сергей Добровольский, один из лучших звукоинженеров Украины.
Для альбома также был записан дуэт с Павлом Волей на его песню «Мальчик». Идея записать совместную песню возникла давно, но долго не реализовывалась. «Паша позвал к себе на репетицию, там я и услышала композицию „Мальчик“. Это была единственная наша совместная репетиция, я послушала песню и поняла, что она наикрутейшая и я очень хочу поучаствовать в её исполнении. А далее мы уже пытались совместить несовместимое — найти одинаковые дырочки в наших графиках для записи в студии», — рассказывала Ёлка. По признаниям певицы, её в работе с Волей, который стал также автором аранжировки песни, поразил его профессионализм: «Посмотреть, как он работает в студии — любое кино отдыхает. Я никогда не думала, что он настолько погружается в процесс. Он следит за всем! Я просто неуч рядом с ним. В каких-то технических моментах, в аранжировке, сведении — он просто гений».
Этот альбом для меня, для всего «Вельвета», для Лизушечки моей, это для нас очень интересный эксперимент. Это первый альбом, который мы собирали. Который мне не был написан от «а» до «я». Мы сами искали аранжировщиков, студии, летали на два города. Переделывали. Успеваем, не успеваем… В поиске. Когда мы начали по крупицам собирать песенки, которые мне нравятся и подходят, у нас в голове не было мысли о концепции. И когда перед тем, как на общий мастеринг отдавать альбом, я расставила песни, мы вместе расставляли по порядку, было несколько вариантов. Девчонки предлагали, я предлагала. Мы вместе что-то меняли. И когда мы услышали альбом, я поняла, что несмотря на то, что он самый разный, у меня таких разных ещё не было…
Всего к работе над альбомом было привлечено четырнадцать авторов. Большинство песен были написаны молодыми авторами и как говорила Ёлка, она верит «в молодые незамыленные глаза и уши». «Шоколадку» сочинил Денис Наан, известный по работе с популярными в сети артистами Михалной, Женей Лепокуровой и проектом «Прогоним песню». Среди кавер-версий представлена «Sunny» покойного Бобби Хебба. По признаниям певицы, данный кавер она долго не хотела записывать и когда ей только предложили данную песню, она сказала: «нет, я её терпеть не могу, нет!», — но, позже, Ёлка нашла большое число различных кавер-версий песни, которые её вдохновили. «Джеймс Браун — гениальная обработка! Джамироквай её очень круто сделал. Вообще я вам советую в поисковике набрать „Sunny“ и послушать — там сотни версий. От очень забавных, в исполнении какого-то советского ВИА с русским акцентом, до невероятно изысканных бразильских…», — говорила впоследствии артистка. «Бросай» написала Виктория Которова, соавтор песен певицы МакSим, а песню «Знаки вопроса» — Александр Сахаров, соавтор и саунд-продюсер группы «Винтаж». «Мне бы в твои сны…» написала Анастасия Максимова, автор нескольких хитов Юлии Савичевой. Песню «Цепи-ленты» Ёлке прислала по электронной почте Влада Куприянова, молодой украинский автор. Композицию «Лава» написал Алексей Ракитин, лидер группы Plastika.
В интервью журналу Cosmopolitan, Ёлка говорила, что она впервые работала на разных студиях, с разными авторами, разными аранжировщиками, так как это её первая работа после прекращения сотрудничества с Владом Валовым. «Мне открылись многие студийные хитрости, интересно было сотрудничать с такими талантливыми и профессиональными музыкантами. Альбом очень разный — разные песни про разную меня. Это альбом с моим характером, то, кем я сейчас являюсь. Это кропотливая работа огромного количества людей и моей суперкоманды Velvet Music!», — говорила певица. Всего для альбома было записано шестнадцать песен и ещё один ремикс, но позже стало известно, что песня «О пользе солнцезащитных кремов» (дуэт с Алексом Дубасом) и кавер-версия «Ты на свете есть» в диск включены не будут из-за проблем с авторскими правами. «Ты на свете есть» всё же вошла в подарочное издание альбома, как и ещё одна песня «Я тебя буду ждать», презентованная публике ещё в конце 2010 года. Музыку и слова песни написал кинокомпозитор Андрей Феофанов, который также её спродюсировал.

## Музыка и тексты песен
Песни в альбоме представлены в стилистике поп-музыки и R&B. По словам певицы, альбом получился очень «аплитудным»: «…я постаралась позаигрывать с разными стилями, разными настроениями. Мне приятно сравнивать диск с самой собой — у него мой характер: он и грустный, и весёлый, где-то откровенный, где-то капельку лукавый», — рассказывала Ёлка. Александр Горбачёв в «Афише» писал, что в плане звука в альбоме преобладает среднетемповый коммерческий соул. В альбоме представлены как гитары и синти 80-х, так и трубы из 90-х и электроника 00-х. Первая песня «Прованс» — это поп-композиция, записанная под гитарное сопровождение. В песне также присутствует партия французской гармошки. Юрий Сапрыкин в «Афише» писал, что, несмотря на заявленную «лёгкость», композиция не создаёт такого ощущения. «Нисходящие минорные арпеджио, на которых построен припев, скорее задают тревожный тон; поскольку именно в этом фрагменте героиня чересчур пристально думает о пилоте — „чтоб хорошо взлетел и крайне удачно сел“, — кажется, что это вообще песня про аэрофобию».
В композиции «Бросай» исполнительница представила экспериментальный R&B, который получился «ближе всего к звучанию ранних записей Ёлки». В песне присутствует цитата из «Bitter Sweet Symphony» группы The Verve. Александр Ковальчук в издании «Вголос» сопоставил композицию с песней «How You Remind Me» группы Nickelback. «Цепи-ленты» — поп-роковая песня. Константин Баканов посчитал, что в куплетах песня похожа на творчество Ирины Богушевской, а в припевах напоминает Земфиру. Дмитрий Прочухан отмечал, что песню могла бы исполнить Светлана Сурганова. «На большом воздушном шаре» — это диско-поп композиция и она записывалась как насмешка над шлягерами советского диско. В «Ездить по правилам» представлен современный R&B, при этом, как отмечал Алексей Мажаев, в песне Ёлка «поднимает эту музыку на редкий для российских образцов качественный уровень». «Знаки вопроса» критики сравнили с творчеством группы «ВИА ГРА». В тексте присутствует цитата «мы выбираем, нас выбирают» из культовой песни советского кинофильма «Большая перемена».
«Шоколадка», записанная в стиле босса-новы, была названа самой легкомысленной и шутливой песней в альбоме, с «игривыми» проигрышами на саксофоне и словами: «Тихо развернула и кусочек отломила, Ах, какой вкусной та шоколадка была». «Лава» — это экспериментальная песня, близкая по стилистике к инди. «Я в печали», представленная в жанре регги, близка по мелодике к «Провансу», а в песне «Мальчик» Ёлка исполнила припев песни, а Воля записал рэп-куплеты. «Я подумал, что музыкальная часть этой песни — именно пение, а не мое суровое бормотание, должно достаться ей!», — объяснял Павел. Лирика песни рассказывает о сновидениях и о том, что во сне воплощаются все желания человека. Как говорил Воля, «во сне случается все, что угодно с каждым человеком. То же самое и в этой композиции. Мысль течет плавно, как будто это происходит в глубоком сне». Последние две песни в альбоме являются поп-балладами. «Около тебя» получилась нежной и чувственной, с запоминающимся припевом и словами: «Около тебя мир зеленее /Около тебя солнцу теплее /Около тебя я понимаю, что счастье есть /Когда ты здесь, около меня».

## Продвижение и релиз
В конце октября 2011 года было объявлено, что альбом будет называться «Точки расставлены». Ёлка говорила, что очень долго искала название, «ходила и рожала это название». Когда название появилось, она посчитала его идеально подходящим под её нынешнее состояние. Певица говорила, что она «расставила точки и идёт вперед. В прошлое смотреть не хочу, хотя никогда не забуду ни одну свою ошибочку». Также было заявлено, что Ёлка собирается организовать презентацию альбома в московском клубе Arena Moscow 18 ноября. Презентация была организована в формате концерта, на котором был аншлаг. Михаил Марголис в «Известиях» отмечал, что «аншлаг в многотысячной Arena Moscow был такой же, как на сольнике великолепной Эрики Баду. А по ощущению презентация походила на дебютный сейшн очередной „новой сенсации“». Денис Спиридонов из OpenSpace.ru дал нейтральную оценку концерту. «В последнее время Ёлка утверждает, что ей стало тесно в маленьких клубах, но её концертное выступление осталось клубным и пока плохо масштабируется на большую площадку», — писал журналист. В день презентации прошёл эксклюзивный релиз альбома на «Яндекс. Музыке».
По информации компании 2М и Lenta.ru, диск дебютировал в российском чарте альбомов 23 декабря 2011 года на 21 позиции. Через четыре недели альбом достиг четвёртого места, а 2 февраля 2012 года возглавил рейтинг продаж. В последующие две недели диск опустился в чарте до второго места. В итоговом российском чарте продаж альбомов на CD за 2012 год, диск занял третье место.

### Синглы
- «Прованс»

«Прованс» был выпущен как сингл исполнительницы в 2010 году и получила популярность в начале 2011 года. Сингл возглавил чарты России и Украины. В годовом отчёте «Российская индустрия звукозаписи» компании 2М и Lenta.ru, «Прованс» занял тринадцатую строчку в чарте самых продаваемых цифровых треков в России за 2011 год, проведя в чарте восемнадцать недель и достигнув третьей позиции в недельных чартах. Спродюсированная Константином Меладзе и Сергеем Грачовым, песня была положительна оценена музыкальными критиками, которые называли её одним из главных поп-хитов 2011 года. Сингл занял шестое место в чарте самых скачиваемых цифровых треков в России за первое полугодие 2011 года. Премьера клипа на песню состоялась 8 декабря 2010 года на канале Ello (YouTube). Видео попадало в рейтинг самых популярных российских видеоклипов. В апреле 2011 оно заняло седьмую строчку в топ-15, с более чем четырьмя миллионами просмотров.
- «На большом воздушном шаре»

Песня стала вторым синглом альбома. В мае певица сняла на песню клип. «„Прованс“ я ласково называю своей попсовой песней. Для нового трека также сразу придумалось определение — это шлягер! Именно так я его и буду представлять на концертах. В видео не будет какого-то особенного и витиеватого сюжета, не будет невероятной истории, оно просто будет передавать беззаботное, летнее настроение», — рассказывала Ёлка. Песня, также как и «Прованс», получила положительные отзывы от критиков и занимала 5 место в «Экспертном чарте» портала RedStarMusic.ru в августе 2011 года, хотя некоторые критики и отмечали, что сингл не сможет повторить успех предыдущей композиции. Тем не менее песня снова возглавила радиочарты России и Украины. Редакция музыкального раздела Lenta.ru внесла композицию в свой список главных песен 2011 года.
- «Около тебя»

Композиция была выпущена, как третий официальный сингл альбома и поступила в радиоротацию 31 октября 2011 года. В преддверии выхода альбома, в интервью Гуру Кену, певица рассказала о новом сингле: «Конечно, после выхода альбома все песни расползутся по всему интернету, так что будет неважно, выйдут ли синглы. Но уже сейчас на радио начинает звучать третий сингл с альбома — „Около тебя“, очень трогательная и нежная песня. В конце ноября планируем премьеру клипа на неё». Песня была названа очень личной и певица описывала её, как «песню-откровение». Булат Латыпов в «Афише» писал, что «Около тебя» «получилась нежной, без напора; сентиментальные бирюльки романтизма, короче говоря». Видеоклип к песне был снят в ноябре 2011 года. Режиссёром выступил Игорь Шмелёв. Песня достигла первого места в чарте цифровых треков России, по версии компании 2М и Lenta.ru.
- «Цепи-ленты»

В середине марта 2012 года был представлен клип на песню «Цепи-ленты». На сайте Omusic.com.ua писали, что клип получился необычным и связанным напрямую с текстом композиции: «[он] представлен в виде аппликаций с множества фотографий динамически меняющихся между собой. На фотографиях изображены различные уголки нашей планеты, множество людей со своими заботами и проблемами». Общий релиз композиции на радио состоялся 2 мая 2012 года.

### Другие песни
23 ноября 2009 года в радиоротацию была запущена песня «Сны», написанная Анастасией Максимовой. Радиостанция «Курс» включила композицию в список самых «взрослых» песен 2009 года, составленного по опросам слушателей. Песня была помещена на тринадцатую строчку в списке. Впоследствии композиция вошла в альбом, но под названием «Мне бы в твои сны…». Для альбомной версии была выполнена отличная от сингловой аранжировка. Композиция не была заявлена в числе альбомных синглов. Сингл достиг 151 позиции в российском радиочарте.
В марте 2011 года в интернет попала песня «Бросай», вошедшая в альбом. Песня получила положительную оценку на сайте «МирМэджи», где её поставили пять баллов из пяти, но отмечали: «Песня „Бросай“ сильно отличается от „Прованса“ и не быть ей хитом уже хотя бы поэтому». 2 ноября на YouTube был представлен видеоклип на песню, снятый для рекламы концерта певицы в Москве. Клип выполнен в нестандартной манере и состоит из танцевальных этюдов, которые исполнили танцоры певицы. Режиссёром видео стала Таня Rush. Гликен Баум в Apelzin.ru писал, что видео получилось совершенно необычным для российского мейнстрима. На Weburg.net отмечали, что видео было снято исключительно для рекламы нового альбома и синглом песня не стала.
9 сентября 2011 года на радио был выпущен дуэт Ёлки и Павла Воли. Данная песня «Мальчик» также вошла в альбом. Композиция получила различные оценки от критиков. На сайте «МирМэджи» писали, что «выдавать нечто типа „Мальчика“ крайне не рекомендуется». Булат Латыпов в «Афише» положительно отозвался о дуэте. «Присутствие Ёлки настолько облагораживает и вносит смысл в эту вещь, придуманную язвительным пензенским филологом из Comedy Club, что господь уже с ним, с Волей. Сама госпожа Ёлка, перестав заниматься речитативными глупостями, похоже, окончательно превратилась в одну из главных надежд новой поп-музыки», — писал журналист. В сентябре В Киеве на песню был снят видеоклип. Большинство сцен были сняты в троллейбусе, который был обвешан осветительными приборами. Сингл достиг 109 позиции в российском радиочарте.

## Реакция критики
| Оценки критиков | Оценки критиков |
| Источник        | Оценка          |
| --------------- | --------------- |
| Billboard       | (положительная) |
| InterMedia      | [ 9 ]           |
| Maptype.com     | (нейтральная)   |
| Music.com.ua    | (7/10)          |
| NewsMusic       | (8.5/10)        |
| Shoowbiz.ru     | [ 10 ]          |
| TimeOut         | (положительная) |
| Weburg.net      | (7.5/10)        |
| Афиша           | [ 2 ]           |
| Вголос          | (отрицательная) |
| Известия        | (положительная) |
| Ва-Банк         | (положительная) |
| МК              | (положительная) |
| Собеседник      | (положительная) |

Борис Барабанов из газеты «Коммерсантъ» писал, что главное ощущение, которое оставляет альбом — «Ёлка полностью раскрылась как вокалистка, сделав это на молодом и свежем песенном материале» и добавил: «Этот диск точно будут слушать». Олег Лузин на сайте Weburg.net писал, что по новым песням видно: Ёлка экспериментирует и готова открывать новые горизонты. Журналист рекомендовал альбом к прослушиванию, из-за «первоклассных» авторов, зажигательности песен, яркого песенного материала и «очаровательного» голоса певицы. Константин Баканов в «Собеседнике» также положительно отозвался об альбоме, отмечая, что на нём Ёлка стирает грани между «попсой» и «непопсой». Журналист посчитал, что пластинка сделана в «удобоваримом» формате, чтобы быть услышанной среднестатистическим слушателем, но при этом не теряет качества («в том числе это касается аранжировок и „энергоёмкости“»).
Алексей Мажаев из InterMedia поставил альбому высший балл, при этом отметив, что это был «второй или третий раз» в истории рубрики. Журналист назвал «Точки расставлены» не просто переходом «из одной субкультуры в другую, более массовую», а претензией на «всесоюзное господство». Назвав Ёлку «главной певицей», автор отмечал, что её «не смутят даже глупые барьеры, все ещё стоящие между как бы роком и как бы попсой… Вообще же на новом альбоме Ёлка органична в самых разных жанрах, причем везде абсолютно узнаваема». Дмитрий Прочухан из NewsMusic.ru также дал альбому высокую оценку. По его мнению, в новом альбоме «достигнут практически идеальный баланс между качественной музыкой, грамотными аранжировками и доступностью музыки самому широкому кругу слушателей». Автор добавил: «Ёлку по праву можно считать претенденткой на вакантный трон первой леди отечественной поп-музыки».
Александр Горбачёв в «Афише» дал положительную оценку альбому. Автор назвал альбом в целом связным произведением и отмечал, что «из альбома „Точки расставлены“, конечно, никаких глобально-исторических выводов не следует — но, как это ни парадоксально, в отечественной поп-музыке и правда стали происходить положительные сдвиги».
Негативную рецензию пластинка получила в украинском издании «Вголос». Александр Ковальчук писал, что Ёлка «полностью растворилась в метафизическом свете предпочтений своих продюсеров, но это ещё не значит, что это встреча с Богом». Ковальчук отмечал, что энтузиазма российских продюсеров, работающих с Ёлкой, хватило лишь на четыре песни, в мелодиях которых можно обнаружить плагиат на западные хиты. А дальше начинается типичнейшее подражание Земфире. По мнению Ковальчука, у Ёлки полностью отсутствует собственный стиль. В прошлом она была бледной копией Pink, теперь стала «Земфирой для бедных, хотя где-то в мире уже есть Танюха Зыкина».
Николай Смирнов в издании «Ва-Банк» дал положительный отзыв на работу. Автор отмечал, что певица прекратила «заигрывания» с жанром R&B и сосредоточила внимание на более простых мейнстримовых жанрах, представив в альбоме лёгкий танцевальный поп, интеллигентный поп-рок и умные баллады, близкие по исполнению к Sade. «Долгие ожидания материализации альбома вознаградились сполна», — утверждал рецензент. Николай Фандеев из Shoowbiz.ru поставил альбому высший балл. По мнению автора, пластинка сочетает как прекрасные и современные аранжировки, так и точные интонации певицы, которые способны вызвать сильные эмоции. Журналист назвал «Точки расставлены» лучшим альбомом 2011 года.
Илья Легостаев в «Московском Комсомольце» дал положительную рецензию на альбом, сказав, что ему больше других подходит звание «Главной поп-пластинки года». По мнению автора статьи, «Точки расставлены» — это старательное сочинение на тему «какой должна быть местная Эми Уайнхаус». Антон Скултан в Maptype.com дал нейтральную оценку работе, отмечая, что в альбоме отечественное авторство песен, несмотря на хорошие аранжировки и продюсирование, даёт о себе знать аллюзиями на творчество Киркорова или Аллегровой. Отмечая, что пластинка рассчитана на широкие массы, журналист говорил, что в целом, «под музыку Ёлки можно весело провести вечер любого дня».
Александр В. Волков, обозреватель газеты «Известия», дал положительную рецензию на альбом, отметив, что «отличный голос певицы позволяет делать романтичную музыку широкого диапазона, от поп-ритмов, напомнивших про 1990-е и r’n’b, до прозрачных баллад и бодрого поп-рока». Joy Tartaglia на сайте Music.com.ua также позитивно отозвался о работе. Автор писал, что в альбоме представлены различные музыкальные направления, в диапазоне от данс-попа до регги и что «записывая эту пеструю и ироничную пластинку, певица явно веселилась — может быть, впервые за всю карьеру». Журналист также отмечал, что Ёлка сумела «перевоплотиться буквально в каждом номере». Антон Зоркин из журнала Billboard дал положительный отзыв на альбом, написав, что запись кажется очень лёгкой и ненавязчивой и именно эти свойства делают её, возможно, лучшим поп-альбомом года.
В журнале TimeOut пластинку внесли в список «25 главных альбомов 2011-го». В издании посчитали, что в альбоме присутствуют всё те же жанры (рэп, рок-альтернатива и R&B) с которыми певица работала ранее, но в более оправданной пропорции и отмечали, что Ёлка «заходит на территорию поп-музыки троянским конём». Журнал «Афиша» также внёс «Точки расставлены» в свой редакционный список главных альбомов 2011 года, в категории «душа года». Музыкальная редакция журнала Interview внесла альбом в список лучших альбомов года, в категории «российский женский поп», отмечая, что «Точки расставлены» — это очередная, и удачная, попытка привить вкус в русской попсе. 27 марта 2012 года стало известно, что диск номинирован в категории «Лучший альбом», на премии Муз-ТВ 2012.

## Список композиций
| №   | Название                    | Автор(ы)                         | Длительность |
| --- | --------------------------- | -------------------------------- | ------------ |
| 1.  | «Прованс»                   | Егор Солодовников                | 3:26         |
| 2.  | «Бросай»                    | Виктория Которова                | 3:06         |
| 3.  | «Цепи-ленты»                | Влада Куприянова                 | 3:55         |
| 4.  | «На большом воздушном шаре» | Егор Солодовников                | 3:14         |
| 5.  | «Я тебя буду ждать»         | Андрей Феофанов                  | 3:19         |
| 6.  | «Ездить по правилам»        | Егор Солодовников                | 3:02         |
| 7.  | «Знаки вопроса»             | Александр Сахаров, Лейла Гертнер | 3:13         |
| 8.  | «Шоколадка»                 | Денис Наан                       | 3:33         |
| 9.  | «Лава»                      | Алексей Ракитин                  | 4:28         |
| 10. | «Я в печали»                | Егор Солодовников                | 3:54         |
| 11. | «Мальчик» (с Павлом Волей)  | Павел Воля                       | 3:40         |
| 12. | «Около тебя»                | Егор Солодовников                | 3:43         |
| 13. | «Мне бы в твои сны…»        | Анастасия Максимова              | 3:22         |

| №   | Название                        | Автор(ы)                     | Длительность |
| --- | ------------------------------- | ---------------------------- | ------------ |
| 14. | «Sunny»                         | Bobby Hebb                   | 3:45         |
| 15. | «Сука-любовь»                   | Сергей Крутиков              | 4:37         |
| 16. | «Ты на свете есть»              | Марк Минков, Леонид Дербенёв | 4:20         |
| 17. | «Ночной Прованс» (DJ Lenar RMX) | Егор Солодовников            | 7:22         |

## Участники записи
| - Ёлка — вокал. - Егор Солодовников — автор (дорожки 1, 4, 6, 10, 12). - Константин Меладзе — саунд-продюсер, аранжировка (дорожка 1). - С. Ребрик — звукорежиссёр (дорожка 1). - Сергей Грачёв — аранжировка (дорожка 1). - Павел Гавронов — клавиши, ударные, синтезаторы (дорожка 1). - Михаил Баньковский — гитара (дорожка 1). - В. Пушкарь — тромбон (дорожка 1). - А. Сашальский — аккордеон (дорожка 1). - А. Малиборская — бэк-вокал (дорожка 1). - Виктория Которова — автор (дорожка 2). - Г. Лагутин — аранжировка (дорожки 2, 7, 15, 16). - Андрей Тимонин — аранжировка (дорожки 2, 7, 16). - Р. Бойм — сведение (дорожки 2, 7, 15, 16). - Борис Ионов — барабаны (дорожка 2). - В. Ванцов — гитара (дорожки 2, 16). - Е. Семёнова — бас (дорожка 2, 16). - Влада Куприянова — автор (дорожка 3). - Сергей Курицын — аранжировка (дорожка 3). - Ф. Кокарев — аранжировка (дорожка 3). - С. Шанглеров — гитары (дорожка 3). - Е. Никитенко — сведение (дорожка 3). - А. Кривошеев — аранжировка (дорожки 4, 9), продюсер, бас, клавишные (дорожка 9). - Евгений Ступка — продюсер (дорожки 4, 6, 10, 12, 14), клавишные (дорожки 4, 6, 10, 12, 14), аранжировка (дорожки 6, 10, 12, 14). - Сергей Добровольский — запись и сведение (дорожки 4, 6, 9, 10, 12, 14), аранжировка (дорожки 4, 6, 10, 12, 14), гитара (дорожки 4, 6, 9, 10, 12, 14), бас (дорожки 10, 12). - Ф. Яночкин — барабаны (дорожки 4, 6, 10, 12, 14). - Д. Бем — бас (дорожки 4, 14). - Андрей Феофанов — продюсер, автор (дорожка 5). - Алексей Артишевский — аранжировка (дорожка 5). - В. Саксонов — фортепиано (дорожка 5). - Юрий Новгородский — гитара (дорожка 5). - Н. Добкин — гитара (дорожка 5). | - С. Костылёв — скрипка (дорожка 5). - Д. Усса — альт (дорожка 5). - П. Кондрашин — виолончель (дорожка 5). - М. Семёнов — валторна (дорожка 5). - Юрий Золотухин — звукорежиссёр (дорожка 5). - Sax DeLight — саксофон (дорожка 6). - Александр Сахаров — автор слов и музыки (дорожка 7). - Лейла Гертнер — автор слов (дорожка 7). - А. Чумаченко — бас (дорожка 7). - Денис Наан — автор (дорожка 8). - Юрий Демихов — аранжировка (дорожка 8). - П. Востоков — флюгельгорн (дорожка 8). - Борис Нечаев — барабаны (дорожка 8). - Михаил Киселёв — запись, сведение, продюсирование (дорожка 8). - Сергей Ломоносов — запись, сведение, продюсирование (дорожка 8). - Алексей Ракитин — автор (дорожка 9). - Александр Кривошеев — продюсер, аранжировка, бас, клавишные (дорожка 9). - А. Вешко — скрипка (дорожка 10). - Павел Воля — автор, продюсер, аранжировка (дорожка 11). - С. Сидоренко — флюгельгорн (дорожка 12), труба (дорожка 14). - Анастасия Максимова — автор (дорожка 13). - Р. Селивёрстов — гитара (дорожка 13). - В. Ермолов — труба (дорожка 13). - Е. Арсентьев — аранжировка (дорожка 13). - Бобби Хебб — автор (дорожка 14). - И. Бондарев — саксофон (дорожка 14). - Д. Ефременко — тромбон (дорожка 14). - Олег Крутиков — автор (дорожка 15). - Юрий Топчий — гитара (дорожка 15). - Л. Трофимов — аранжировка, клавиши (дорожка 15). - Е. Иванцов — барабаны (дорожка 15). - Марк Минков — автор музыки (дорожка 16). - Леонид Дербенёв — автор слов (дорожка 16). - DJ Ленар — ремикс (дорожка 17). |

## Чарты
| Страна (Чарт)                    | Высшая Позиция |
| -------------------------------- | -------------- |
| Россия (Россия Топ 25. Альбомы.) | 1              |

| Страна (Чарт, 2012)              | Высшая Позиция |
| -------------------------------- | -------------- |
| Россия (Россия Топ 50. Альбомы.) | 3              |

## Награды и номинации
| Год  | Награда       | Номинированная работа      | Категория     | Результат |
| ---- | ------------- | -------------------------- | ------------- | --------- |
| 2011 | Премия Муз-ТВ | «Прованс»                  | Лучшая песня  | Номинация |
| 2011 | Премия Муз-ТВ | «Прованс»                  | Лучшее видео  | Номинация |
| 2011 | Премия RU.TV  | «Прованс»                  | Лучшая песня  | Победа    |
| 2012 | Премия Муз-ТВ | «Точки расставлены»        | Лучший альбом | Номинация |
| 2012 | Премия Муз-ТВ | «Около тебя»               | Лучшая песня  | Номинация |
| 2012 | Премия Муз-ТВ | «Мальчик» (с Павлом Волей) | Лучший дуэт   | Номинация |